# Gonsans
Gonsans é uma comuna francesa na região administrativa de Borgonha-Franco-Condado, no departamento de Doubs. Estende-se por uma área de 17,29 km². Em 2010 a comuna tinha 575 habitantes (densidade: 33,3 hab./km²).